# Istinto criminale
Istinto criminale (The Secretary) è un film per la televisione statunitense del 1995 diretto da Andrew Lane.

## Trama
Ellen Bradford, felicemente sposata e madre di una bambina, dopo essersi lasciata alle spalle una travagliata vicenda personale riesce finalmente a trovare un lavoro che le si addice, ma una sua folle e ambiziosa collega la coinvolge in un intricato piano criminoso.